# Új magyar életrajzi lexikon
Az Új magyar életrajzi lexikon a XXI. század elejének jelentős magyar többkötetes lexikonja.

## Története
A mű kiadását 2001-ben kezdte meg a Magyar Könyvklub, mintegy 12 000 szócikket tartalmaz a 2000. december 31-ig elhunyt magyar személyekről, akik a gazdasági, műszaki, politikai, társadalmi és kulturális élet, továbbá a sport területén említésre méltót alkottak.
Az első két kötet 2001-ben, a harmadik és a negyedik 2002-ben, az ötödik 2004-ben jelent meg. Az utolsó kötet már a Helikon Kiadó gondozásban jelent meg 2007-ben.
A lexikon főszerkesztője Markó László volt. A mű terjedelme közel 7800 kéthasábos nyomtatott oldal.

## Kötetbeosztása
| Kötetszám  | Cím  | Kiadási év | Oldalszám |
| ---------- | ---- | ---------- | --------- |
| I. kötet   | A–Cs | 2001       | 1197      |
| II. kötet  | D–Gy | 2002       | 1205      |
| III. kötet | H–K  | 2002       | 1275      |
| IV. kötet  | L–Ö  | 2003       | 1218      |
| V. kötet   | P–R  | 2004       | 1332      |
| VI. kötet  | S–Zs | 2007       | 1528      |